# Сотнур
Сотну́р (рос. Сотнур, марій. Сотнур) — село у складі Волзького району Марій Ел, Росія. Адміністративний центр Сотнурського сільського поселення.

## Населення
Населення — 953 особи (2010; 868 у 2002).
Національний склад (станом на 2002 рік):
- марі — 96 %